# Długie pożegnanie
Długie pożegnanie (ang. The Long Goodbye) – powieść kryminalna Raymonda Chandlera wydana w 1953 (pierwsze polskie wydanie w 1979). Kolejna w serii, których głównym bohaterem i narratorem jest prywatny detektyw Philip Marlowe.
Długie pożegnanie przez wielu jest uznawane za najlepszą książkę autora. W 1955 zdobyła Nagrodę im. Edgara Allana Poego, przyznawaną przez Mystery Writers of America.

## Fabuła
Akcja rozgrywa się w Kalifornii po drugiej wojnie światowej. Tło społeczne jest szeroko zarysowane. Tytuł nawiązuje do niełatwej przyjaźni Marlowe’a z przypadkowo poznanym alkoholikiem Terrym Lennoxem, niegdyś bohaterem wojennym, obecnie żyjącym na koszt bogatej żony. Innymi ważnymi postaciami są: dobrze zarabiający pisarz bestsellerów, który ma problemy z pisaniem i piciem (element autobiograficzny) oraz jego oziębła i niezrównoważona psychicznie żona. Postacie drugoplanowe to gangsterzy z Las Vegas i szanowani milionerzy.

## Ekranizacje

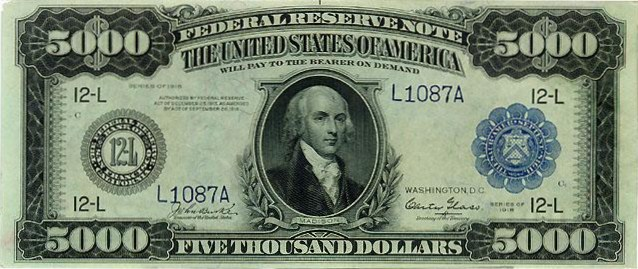
Banknot 5000 dolarów z portretem Madisona

- Długie pożegnanie (1973) z Elliottem Gouldem